# Breccia Crags
Breccia Crags är en kulle i Antarktis. Den ligger i Sydorkneyöarna. Argentina och Storbritannien gör anspråk på området. Toppen på Breccia Crags är 305 meter över havet. Breccia Crags ligger på ön Coronation Island.
Terrängen runt Breccia Crags är kuperad. Havet är nära Breccia Crags åt sydost. Trakten är obefolkad. Det finns inga samhällen i närheten. 